# Тартаковский, Владимир Александрович
Влади́мир Алекса́ндрович Тартако́вский (род. 10 августа 1932, Москва) — советский и российский химик-органик, академик РАН (1992), специалист в области промышленного органического синтеза. Лауреат Ленинской премии.

## Биография
В 1950 году окончил московскую среднюю школу № 36.
В 1955 окончил химический факультет МГУ.
С 1955 год по 2008 год работал в Институте органической химии РАН (ИОХ РАН); в 1988—2002 гг. — директор института.
В 2008—2011 гг. — академик-секретарь Отделения химии и наук о материалах РАН.
В 2009—2010 — глава комиссии РАН по работам Виктора Петрика.
С 1 марта 2011 — советник РАН.

## Научная деятельность
Область научных интересов В. А. Тартаковского: химия нитросоединений, в более широком плане — химия линейных и циклических полиазоткислородных систем, развитие методов нитрования, создание новых классов гетероатомных соединений, разработка новых путей использования нитросоединений в органическом синтезе и для получения новых компонентов высокоэнергетических соединений. Академик В. А. Тартаковский — один из мировых лидеров в области синтеза и производства высокоэнергетических веществ.

## Научные труды
Соавтор более 500 публикаций, свыше 100 изобретений.

## Признание
Награждён орденами «Знак Почёта» (1967), Трудового Красного Знамени (1986), «За заслуги перед Отечеством» III (2007) и IV степени (1999).
Лауреат Ленинской премии (1976), премии им. А. М. Бутлерова (1967), Демидовской премии (1999), премии «Триумф» (2003), награждён Большой золотой медалью имени М. В. Ломоносова Российской академии наук (2011).

## Семья, досуг
Женат, имеет дочь. Фотохудожник, автор пейзажей.